# 1770 en science
| Années de la science : 1767 - 1768 - 1769 - 1770 - 1771 - 1772 - 1773    |
| Décennies de la science : 1740 - 1750 - 1760 - 1770 - 1780 - 1790 - 1800 |

Cet article présente les faits marquants de l'année 1770 en science.

## Événements
- 9 mars : l'ingénieur hongrois Kempelen Farkas présente au palais de Schönbrunn à Vienne un automate d’échecs, le Turc mécanique[1].
- 28 avril : le navigateur britannique James Cook est le premier Européen à débarquer sur la côte orientale de l’Australie, à Botany Bay ; il en effectue le relevé et la conquiert pour le compte de la Grande-Bretagne, lui donnant le nom de Nouvelle-Galles du Sud. Le lieu de son mouillage est ainsi nommé à cause de la grande variété d’espèces botaniques jusque-là inconnues des Européens, que catalogue Joseph Banks, botaniste de l’expédition[2]. Remontant vers le nord, Cook fait le relevé de quelque 3 200 km de côtes. Le  11 juin l'expédition atteint la grande barrière de corail, longue de 2 600 km, au nord-est de l'Australie. Le navire Endeavour s'échoue sur les récifs. Il faut des semaines pour le réparer[3].

- 12 juin : James Hargreaves obtient un brevet pour le Spinning jenny[4], une machine à filer mécanique à seize broches, actionnée à l'aide d'une manivelle[5].
- 14 juin : découverte par l'astronome français Charles Messier de la comète D/1770 L1 (Lexell)[6]. Le 1er juillet elle passe près de la Terre à 0,0151 UA (2 258 927 km), ce qui est la distance la plus courte jamais mesurée pour une comète par rapport à notre planète[7].
- 16 juin : le mathématicien et politologue Jean-Charles de Borda présente un système de vote pondéré dans un mémoire lu à l'Académie des Sciences, publié en 1784[8].
- Novembre : le mathématicien français Alexandre-Théophile Vandermonde lit devant l'Académie des sciences un Mémoire sur la résolution des équations publié en 1771[9].

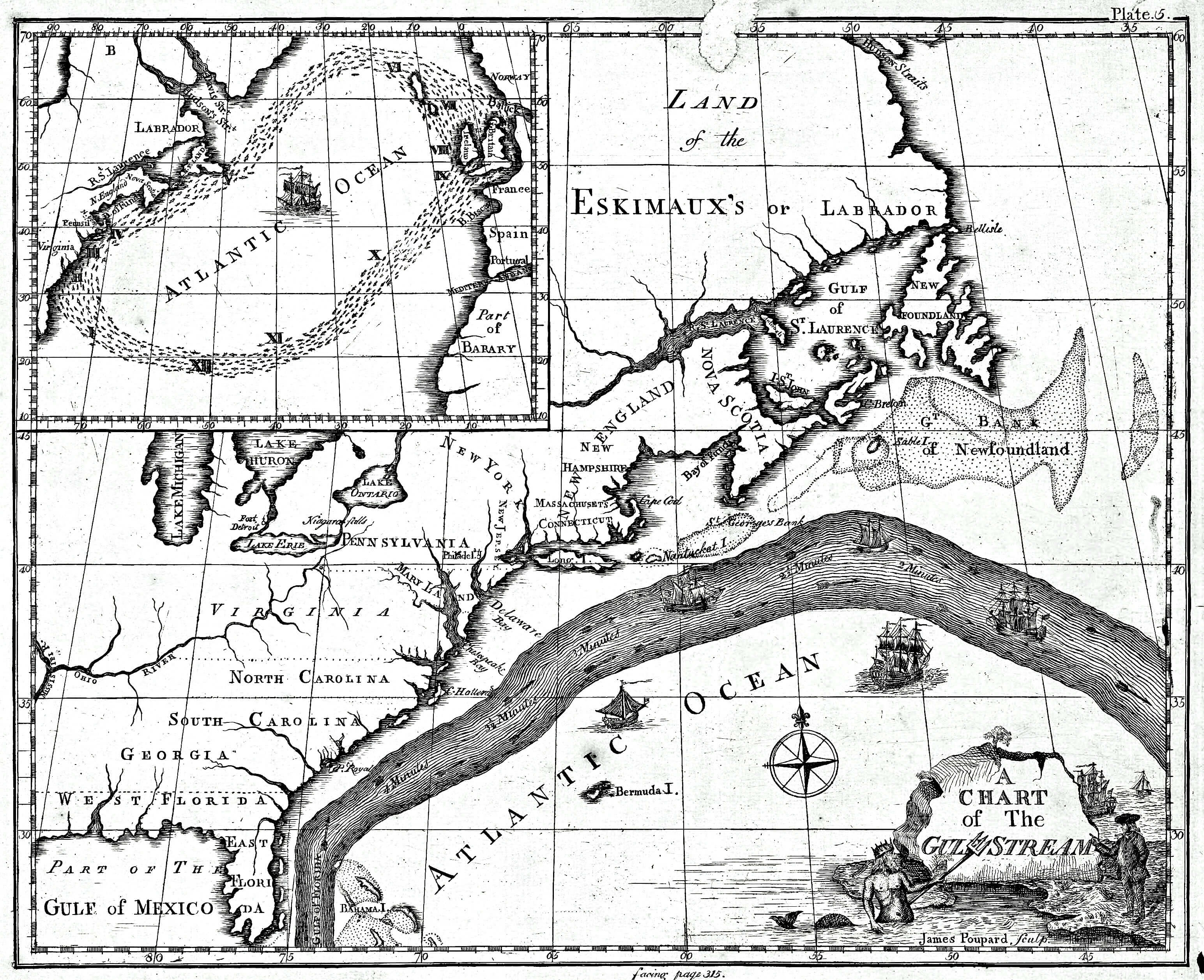
Carte du Gulf Stream par Benjamin Franklin

- Benjamin Franklin publie en Angleterre la première carte du Gulf Stream. Cette carte est éditée en France en 1778 et aux États-Unis en 1786. Passée inaperçue en son temps, elle a été retrouvée à la Bibliothèque Nationale de Paris[10],[11].

## Prix
- Médailles de la Royal Society
  - Médaille Copley : William Hamilton, volcanologue.

## Publications
- Antoine-Laurent de Jussieu : An aeconomiam animalem inter et vegetalem analogiae  (Comparaison de la structure et des fonctions des organes végétaux avec les phénomènes de la vie animale, thèse défendue devant la faculté de médecine de Paris).
- Joseph-Louis Lagrange : Réflexions sur la résolution algébrique des équations, Mémoires de l'Académie de Berlin de 1770-1771.
- Benjamin Rush : A syllabus of a course of lectures on chemistry, Philadelphie, le premier manuel de chimie en Amérique du Nord.
- Edward Waring : Meditationes algebraicae, J. Woodyer, Cambridge, 1770.  Waring propose son problème concernant la  théorie des nombres[12].
- Arthur Young : A course of experimental agriculture, Londres, J. Dodsley, 1770.

## Naissances

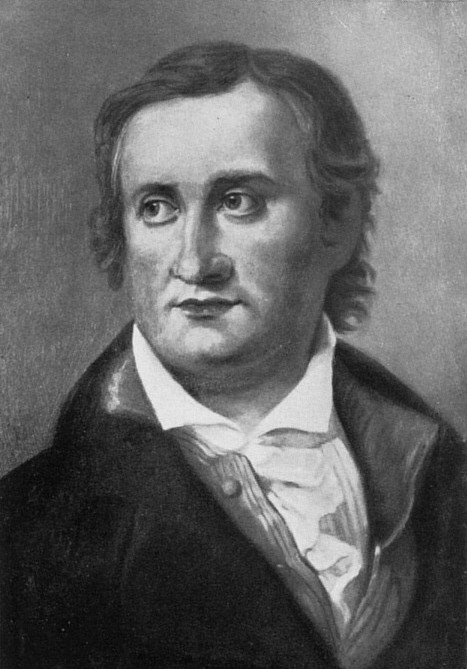
Thomas Johann Seebeck

- 5 février : Alexandre Brongniart (mort en 1847), scientifique et minéralogiste français.
- 9 avril : Thomas Johann Seebeck († 1831), physicien allemand.
- 6 juin : Joseph Sabine (mort en 1837), homme de loi et naturaliste anglais.
- 1er août : André Laugier (mort en 1832), chimiste et minéralogiste français.
- 29 août : William Allen (mort en 1843), scientifique et philanthrope anglais.
- 19 septembre : Johann Georg Repsold (mort en 1830), astronome allemand.
- 4 novembre : François Pouqueville (mort en 1838), médecin, diplomate, voyageur, écrivain et philhellène français.
- 7 novembre : Christian Rudolph Wilhelm Wiedemann (mort en 1840), médecin, historien, naturaliste et homme de lettres allemand.

- Giovanni Battista Caviglia (mort en 1845), navigateur et égyptologue italien.

## Décès
- 24 avril : Jean Antoine Nollet (né en 1700), ecclésiastique et physicien français.
- Mai : Pierre-Antoine Véron (né en 1736), astronome, explorateur et mathématicien français[13].
- 3 août : Guillaume-François Rouelle (né en 1703), chimiste et apothicaire français.
- 9 septembre : Georg Dionysius Ehret (né en 1708), artiste, botaniste et entomologiste allemand.
- 26 septembre : Thomas Leseur (né en 1703), mathématicien français[14].
- 5 décembre : James Stirling (né en 1692), mathématicien écossais.